# El Carmen (Norte de Santander)
El Carmen é um município da Colômbia, localizado no departamento de Norte de Santander.